# Karl-Einar Sperens
Karl-Einar Börje Sperens, född 5 maj 1914 i Borgs församling, Östergötlands län, död 21 februari 1996 i Linköpings Sankt Lars församling, Östergötlands län, var en svensk präst.

## Biografi
Karl-Einar Sperens föddes 1914 i Borgs församling. Han blev 1966 kyrkoherde i Vikingstads pastorat och 1975 kontraktsprost i Vifolka och Valkebo kontrakt. Han avled 1996 i Linköpings Sankt Lars församling.